# Teodorico I di Treviri
Teodorico I di Treviri, in tedesco Theoderich I. von Trier o anche Dietrich I. von Trier  (... – Magonza, 5 giugno 977 o il 12 giugno), fu arcivescovo di Treviri dal 965 al 977.

## Biografia
Sulla sua origine non esistono informazioni tramandate. Originariamente decano del capitolo del duomo di Treviri, nel 961, secondo un documento, fu nominato da Ottone I prevosto del duomo di Magonza. Egli utilizzò i beni della contea di Nahegau, assegnatigli da Ottone I, per la ristrutturazione del convento di san Gengolfo a Magonza. Nel 965 venne nominato arcivescovo di Magonza. Egli agì come sostenitore e restauratore di conventi, particolarmente di quello di Santa Maria e dell'Abbazia di San Massimino a Treviri. Alla sua morte venne sepolto nel convento di san Gengolfo.